# Bernard Chambaz
Pour les articles homonymes, voir Chambaz.
Bernard Chambaz est un romancier, historien et poète français né le 18 mai 1949 à Boulogne-Billancourt.

## Biographie

### Famille et formation
Bernard Chambaz est le fils de Marcelle Kayser et Jacques Chambaz, intellectuel et dirigeant du Parti communiste français. Il est le frère aîné du médecin et universitaire Jean Chambaz.
Il est agrégé d’histoire.
Il est le père de trois enfants, dont Martin Chambaz, décédé accidentellement à l'âge de 16 ans en 1992, du statisticien Antoine Chambaz et de Clément Chambaz, directeur général dans la fonction publique territoriale.

### Carrière
Il a enseigné l’histoire au lycée Louis-le-Grand à Paris.

## Œuvres
(Liste non exhaustive)

### Poésie
- & le plus grand poème par-dessus bord jeté, Seghers, 1983
- Corpus, Messidor/Temps actuels, 1985
- Vers l'infini milieu des années quatre-vingt, Seghers, 1987
- Italiques deux, Seghers, 1992
- Entre-temps, Flammarion, 1997
- Échoir, Flammarion, 1999
- Été, Flammarion, 2005 (Prix Apollinaire 2005)
- Été II, Flammarion, 2010
- Etc., Flammarion, 2016
- Et, Flammarion, 2020
- E bientôt muet, Flammarion, 2022 (Prix Paul-Verlaine de l'Académie française, 2023)
- Sans savoir où la luge s'arrêtera, Julliard, 2024[2]

### Essais
- Le Principe Renaissance, la Sétérée, 1987
- La Dialectique Véronèse, La Sétérée, 1989
- Œil noir (Degas), Flohic, 1999
- Autoportrait sous les arbres, Flohic, 2001
- La Déposition, avec Jean-Pierre Schneider aux éditions Le Temps qu’il fait, 2003
- Ecce Homo (Rembrandt), Desclée de Brouwer, 2006
- Le Vif du sujet, avec Jean-Pierre Schneider aux éditions Le Temps qu’il fait, 2010
- Petite philosophie du vélo, Flammarion, 2014
- À tombeau ouvert, Stock, 2016
- Le Dernier Tableau, Seuil, 2017
- Petite philosophie du ballon, Flammarion, 2018
- Éphémère, Stock, 2020

### Romans
- L'Arbre de vies, F. Bourin, 1992 ; Points-Seuil, 1997 (Prix Goncourt du premier roman), réédité en 2019
- L’Orgue de Barbarie, Seuil, 1995 ; Points, 1996
- La Tristesse du roi, Seuil, 1997
- Le Pardon aux oiseaux, Seuil, 1998
- Une fin d’après-midi dans les jardins du zoo, Seuil, 2000
- Quelle histoire !, Seuil, 2001
- Dernières nouvelles du martin-pêcheur, Flammarion, 2014
- Vladimir Vladimirovitch, Flammarion, 2015
- Un autre Eden, Seuil, 2019
- La Peau du dos, Editions du sous-sol, 2022[3]

### SérieMes disparitions
- Kinopanorama, Panama, 2005
- Yankee, Panama, 2007
- Ghetto, Seuil, 2010

### Récits de voyage
- Petit voyage d’Alma-Ata à Achkhabad, Seuil, 2003
- À mon tour, Seuil, 2003
- Evviva l’Italia : ballade, Éditions Panama, 2007
- Portugal, Bourin Éditeur, 2013
- Hourra l’Oural encore, Paulsen, 2020
- Zoner, Flammarion, 2021

### Récits
- Martin cet été, Julliard, 1994
- Plonger, Gallimard, 2011
- Caro carissimo Puccini, Gallimard, 2012

### Jeunesse
- Le Match de foot qui dura tout un été, Rue du monde, 2002

### Autres
- L’Humanité (1904-2004), Seuil, 2004
- Des nuages, Seuil, 2006
- Marathon(s), Seuil, 2011
- Une histoire vivante des ouvriers - De 1900 à nos jours, Seuil, 2020

## Prix et distinctions
- Prix Goncourt du premier roman en 1993 pour L'Arbre de vies (François Bourin, 1992)
- Prix Paul Vaillant-Couturier en 1994 pour Martin cet été (Julliard, 1994)[4]
- Prix Apollinaire en 2005 pour Eté (Flammarion, 2005)
- Prix Louis-Guilloux en 2009 pour Yankee (éditions du Panama, 2008)[5]
- Prix Louis-Nucera, Prix Roland de Jouvenel de l'Académie française et Grand prix de littérature sportive en 2014 pour Dernières nouvelles du martin-pêcheur (Flammarion, 2014)
- Prix Paul-Verlaine en 2023 de l'Académie française pour son recueil E bientôt muet

## L'improviste
De septembre 2015 à juin 2017, Bernard Chambaz a tenu avec son fils aîné Antoine un blog intitulé L'improviste. 
La rédaction du blog a repris en mars 2020, à l'occasion de la période de confinement imposée dans le cadre de la lutte contre l'épidémie de Covid-19. Les épisodes d'un feuilleton intitulé Gaspard E, feuilleton paraissent plusieurs fois par semaine.